# 홋카이도도
홋카이도도(北海道道, ほっかいどうどう)는 2020년 4월 3일 개편에 따라 NHK 삿포로 방송국에서 제작하고 NHK 종합 텔레비전에서 기획한 지역 정보 프로그램이다.

## 방송 시간
- 금요일 저녁 7시 30분 ~ 55분(25분, 본방송)
  - 일요일 오전 8시 ~ 8시 25분(25분, 재방송)